# Schlüsselstelle

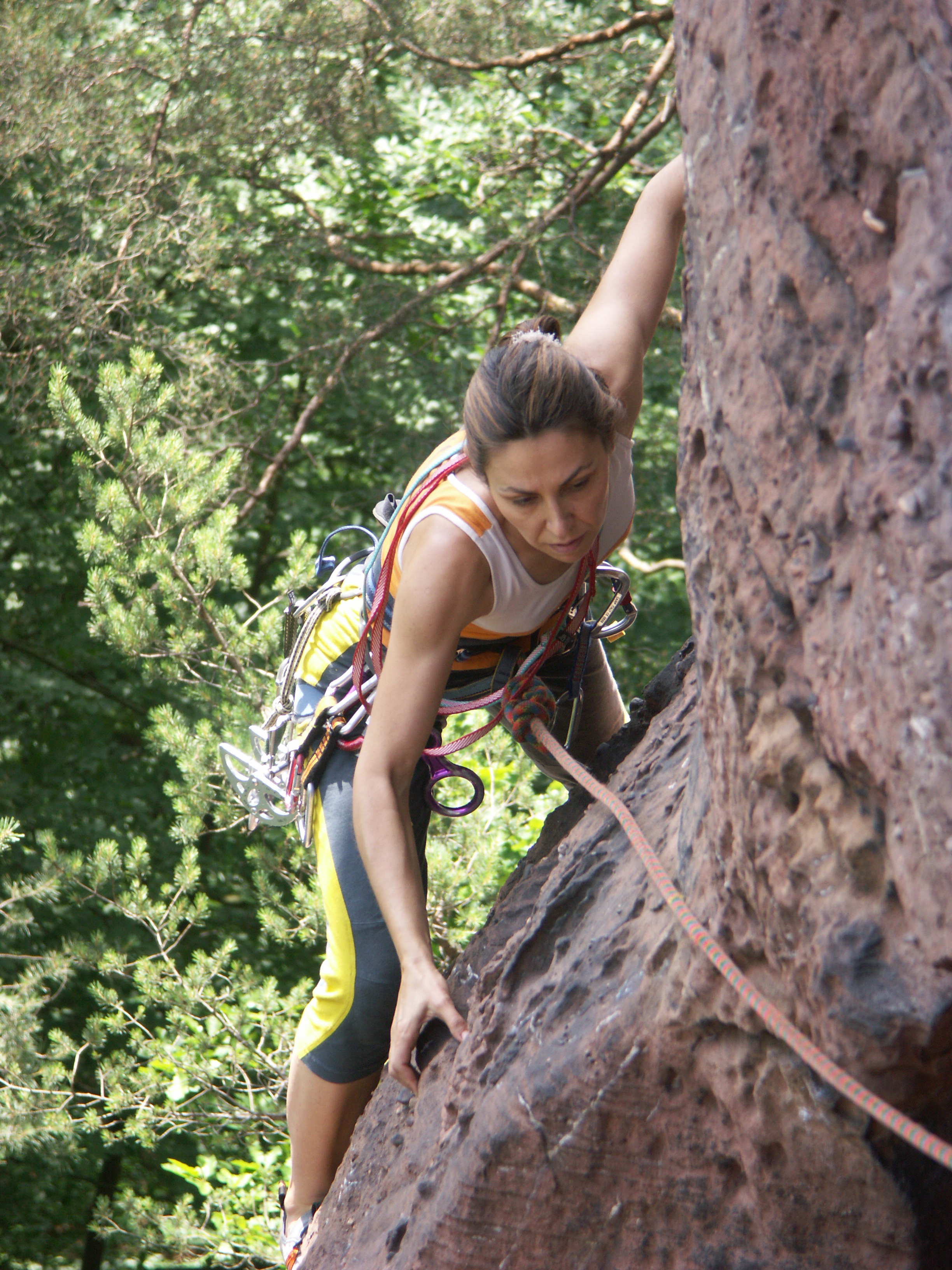
Kletterin im Nachstieg an einer Schlüsselstelle

Unter einer Schlüsselstelle wird beim Klettern, Bergsteigen und Hochtourengehen die schwierigste Stelle einer Route oder auch die Stelle, an der größte Gefahr besteht, verstanden. Beim Sportklettern und Bouldern wird die Schlüsselstelle auch als Crux (lateinisch für Kreuz) bezeichnet. Bei der Beschreibung von Kletterrouten mittels eines Topos werden Schlüsselstellen manchmal mit einem entsprechenden Symbol dargestellt.

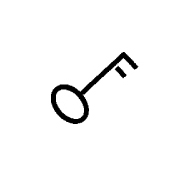
UIAA-Toposymbol für eine Schlüsselstelle

Der Schwierigkeitsgrad einer Kletterroute richtet sich nach der Schwierigkeit der Schlüsselstelle. Dabei kann der Rest der Route deutlich einfacher sein. Außerdem kann eine Route auch mehrere Schlüsselstellen besitzen. Teils, insbesondere bei längeren Routen, werden auch abschnittsweise Schwierigkeitsgrade angegeben. Es existieren allerdings auch Routen mit sehr homogener Schwierigkeit, die keine ausgeprägte Schlüsselstelle haben.
Bei der Planung zur Begehung einer Route ist es wichtig zu wissen, nach welcher Kletterdistanz die Schlüsselstelle erreicht wird, da Schlüsselstellen an der eigenen Leistungsgrenze nur mit ausreichenden Kraftreserven überwunden werden können.